# 島野聡
島野 聡（しまの さとし、1970年4月8日 - ）は、熊本県八代市出身の音楽プロデューサー、作詞家、作曲家、編曲家。 最終学歴は明治大学卒業。

## 来歴
熊本県立八代高校卒業。高校時代は陸上部キャプテンをしていた。明治大学政治経済学部在学中より作曲家・穂口雄右の下で修行をする。その後、筒美京平のアシスタントとして活動。 
1994年に園田利隆と共に音楽グループ『Love Lights Fields』を結成、翌95年7月にBMGビクターより「SECRET FEELING」でデビューし、計4枚のシングルと2枚のアルバムをリリースし97年解散。同グループ時代には、ラジオ「BAY FM」他にてパーソナリティも務めた。 
1998年、MISIAの「つつみ込むように…」（の作詞、作曲。 同年リリースされ300万枚近い売り上げを記録したアルバム「Mother Father Brother Sister」では14曲中12曲を手掛けた。 以後、本格的に作家、プロデュース業を開始。 2001年には、亀田誠治、笹路正徳、久保こーじと共にテレビ東京「ASAYAN」の「超歌姫オーディション」のプロデューサーを務めた。 
最近ではsinkiroh名義としても活動している。
2010年春頃からは、自身のTwitterを通じて知り合った他のミュージシャンと交流を深め、楽曲制作のアドバイスやオンラインでの作曲コラボレーションを始めた。Ustreamなどの新しいツールを用いて、リスナーやミュージシャンとコミュニケーションする中で、新たな音楽活動のあり方を模索している。他にも、自分がプロデュースするインディーズレーベルも立ち上げ、アーティストの発掘やマネジメントなども行っている（『未来型サバイバル音楽論』津田大介、牧村憲一：著、中公新書ラクレ、2010年、p203参照）

## 主な楽曲
MISIA
シングル「つつみ込むように…」（作詞・作曲）、「sweetness」（作曲・編曲）
（sinkiroh名義）「ANY LOVE」「Yes Forever」「星のように…」（作曲・編曲）
S.E.S.
シングル「めぐりあう世界」（作詞・作曲・編曲）「夢をかさねて」「（愛）という名の誇り」（いずれも作曲・編曲）、「Show me your love」（MISIA「つつみ込むように…」の韓国語カバー）
貴水博之
「Eternal Sky」（作曲）
田原俊彦
「キミニオチテユク」（作曲）
中森明菜
「オフェリア」（作曲）
「TO BE」（作曲）
松田聖子
「カモメの舞う岬」
華原朋美
「Summer Vacation」（作曲・編曲・プロデュース）
東京女子流
「existence」（作曲）
「stay with me」（作曲）
あゆたーり
「煌く」（きらめく）2020年（作曲・編曲)